# Talpig majom
A Talpig majom (eredeti cím: Monkeybone) 2001-ben bemutatott, részben élőszereplős, részben animációs amerikai fantasy filmvígjáték, melyet Sam Hamm forgatókönyvéből Henry Selick rendezett. A főbb szerepekben Brendan Fraser, Bridget Fonda és Whoopi Goldberg látható.
A 20th Century Fox forgalmazásában 2001. február 23-án bemutatott film bevételi szempontból bukásnak bizonyult és igen rossz kritikákat kapott – a Rotten Tomatoes weboldalon mindössze 19%-ra értékelték, a Metacritic pedig 100-ból 40 pontot adott neki.

## Rövid történet
Egy képregényrajzoló kómába esik és egy bizarr fantáziavilágban találja magát, ahonnan megpróbál visszatérni a saját életébe.

## Szereplők
| Szerep                       | Színész            | Magyar hang      |
| ---------------------------- | ------------------ | ---------------- |
| Stu Miley / Stanley (hangja) | Brendan Fraser     | Széles László    |
| Dr. Julie McElroy            | Bridget Fonda      | Bognár Gyöngyvér |
| Majompóc (hangja)            | John Turturro      | Józsa Imre       |
| Stu, szervdonor              | Chris Kattan       | Hujber Ferenc    |
| Hipnózisban lévő             | Giancarlo Esposito |                  |
| Miss Kitty                   | Rose McGowan       |                  |
| Herb                         | Dave Foley         |                  |
| Kimmy Miley                  | Megan Mullally     |                  |
| Fősebész                     | Bob Odenkirk       |                  |
| A Burger God dolgozója       | Pat Kilbane        |                  |
| Medúza                       | Lisa Zane          |                  |
| Halál                        | Whoopi Goldberg    | Illyés Mari      |
| Alice                        | Sandra Thigpen     |                  |
| Hutch                        | Wayne Wilderson    |                  |
| Clarissa                     | Amy Higgins        |                  |
| Dr. Edelstein                | Alan Gelfant       |                  |
| Nővér                        | Kristin Norton     |                  |